# San Antonio (Salto)
San Antonio és un municipi del nord-oest de l'Uruguai, ubicat al departament de Salto. S'ubica 3 quilòmetres al nord de la ruta 31, 17 quilòmetres a l'est de la capital del departament, la ciutat de Salto. El rierol San Antonio Grande marca el límit natural d'aquest municipi.

## Població
Segons les dades del cens de 2004, San Antonio tenia 866 habitants.
| Any  | Població |
| ---- | -------- |
| 1963 | 626      |
| 1975 | 576      |
| 1985 | 527      |
| 1996 | 582      |
| 2004 | 866      |
| 2011 | 877      |

Font: Institut Nacional d'Estadística de l'Uruguai

## Govern
L'alcalde de San Antonio és Fernando Ferreira.